# برونسون لا فوليت
برونسون لا فوليت هو محامي وسياسي أمريكي، ولد في 2 فبراير 1936 في واشنطن العاصمة في الولايات المتحدة، وتوفي في 15 مارس 2018 في ماديسون في الولايات المتحدة. نشط حزبياً في Democratic Party of Wisconsin ‏ والحزب الديمقراطي.